# Propulsion Module

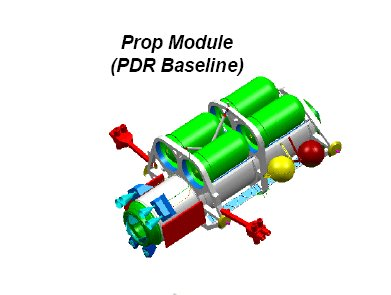
A Propulsion Module felépítése az előzetes tervdokumentációban (NASA)

A Propulsion Module (meghajtó modul) a Nemzetközi Űrállomás pályán tartására tervezett amerikai modul. Az egységet az orosz Zvezda modul hosszú távú helyettesítésére tervezték, ha a modult az orosz fél pénz hiányában nem tudta volna megépíteni, vagy ha a felbocsátás során megsemmisült volna.

## Történet
Amikor a Nemzetközi Űrállomás megépítését 1993-ban jóváhagyták, a megállapodás szerint az űrállomás hajtóműrendszereit az orosz részegység moduljai biztosítják. 
1995-től kezdve fokozatosan nyilvánvalóvá vált, hogy az orosz fél sem a Zarja, sem a Zvezda modulokat nem fogja tudni a tervezett időpontokra elkészíteni. Az amerikai finanszírozású Zarja modul végül 1998. november 20-án sikeresen pályára állt, A Zvezda lakómodul felbocsátása viszont tovább késett. Ideiglenes megoldásként az amerikai fél egy ideiglenes irányító modullal (Interim Control Module, ICM) helyettesítette volna a Zvezdát, amennyiben az 2000-végéig nem készül el. 
Az Interim Control Module későbbi felváltására a NASA 1998 októberében döntött a Propulsion Module kifejlesztéséről. A Boeing 1999 februárjában kezdte meg a modul tervezését. A szükségessé vált áttervezések miatt azonban a modul építésének kezdete 2001 utánra csúszott, teljes élettartamra tervezett összköltsége az eredetileg becsült 675 millió dollárról 1558 millió dollárra emelkedett, ezért a modul fejlesztését 2000 júliusában felfüggesztették. Miután a Zvezda modul 2000. július 25-én sikeresen az űrállomáshoz kapcsolódott, a pályaemeléseket az orosz részegység a vállalt feltételeknek megfelelően biztosítani tudta, a modul feleslegessé vált. Ezért, valamint a sorozatos költségtúllépések és határidőcsúszások miatt a NASA 2001 márciusában törölte a modult.

## Felépítés
A Propulsion Module-t az űrrepülő szállította volna az űrállomáshoz és kapcsolta volna a Harmony modulhoz. 
A modul egy az űrhajósok átszállását biztosító közlekedőalagútból, továbbá az ezt befogadó vázszerkezetre szerelt üzemanyagtartályokból és hajtóműegységekből állt volna. A 9808 kg üzemanyag befogadására képes modult 12 éves élettartamra tervezték. A legelső javaslatok szerint a modul üzemanyagtartályait az űrrepülő rakterében szállított tartályokból lehetett volna feltölteni, azonban erről az ehhez szükséges áttöltőrendszer kiépítésének költségei miatt lemondtak. A későbbi javaslatok szerint üzemanyaga fogytával az űrrepülő időnként lehozta volna a modult újrafeltöltésre.

## Node-X
A modul tervezett költségének többszöri túllépése miatti olcsóbb alternatívaként merült fel a Node-X javaslat 2000 szeptemberében. 
A Nemzetközi Űrállomás-ra tervezett csomóponti modulok (Unity, Harmony, Node-3) földi tesztpéldányának átalakításával egy újabb csomóponti modult kapcsoltak volna a Harmony modulhoz. A modul oldalára kapcsoltak volna két meghajtóegységet, amelyeket az eredeti javaslathoz hasonlóan le lehetett volna hozni feltöltésre. A meghajtóegységek tervezett élettartama hat év lett volna, szemben az eredetileg tervezett 12 évvel.

## Külső hivatkozások
- tpub.com : U.S. propulsion module
- NASA Acquisition of the Space Station Propulsion Module - Audit Report 2001. május 21.